# Estanislau Maria Llopart i Ros
|  | Aquest article tracta sobre l'ermità i monjo de Montserrat. Vegeu-ne altres significats a «Amadeu Llopart». |

Estanislau Maria Llopart i Ros (Amadeu de bateig) (Esparreguera, 12 de setembre de 1915 - Monestir de Montserrat, 29 de març del 2003), també conegut com a l'ermità, fou un monjo ermità de Montserrat.

## Biografia

### Infantesa
Nasqué a Esparreguera el 12 de setembre del 1915, i els seus pares, Emili Llopart i Balbina Ros el batejaren amb el nom d'Amadeu. Fins als quatre anys va patir una atròfia a les cames que l'impedien de caminar, i tot i que el seu pare tenia la intenció d'ingressar-lo en un centre, la mare no volia separar-se del seu fill. Durant l'adolescència va aprendre a tocar el violí i a pintar.

### Monjo
Al 5 d'agost del 1928, amb dotze anys, ingressà al col·legi de postulants de l'Abadia de Montserrat, i el 1933 hi fou admès com a novici, amb el nom religiós d'Estanislau Maria.
L'any 1936, degut a la guerra civil espanyola i a la persecució religiosa, va haver de deixar el monestir per amagar-se a casa seva i, després, a Barcelona. Posteriorment marxà a França amb un altre monjo, Dom Martí Canyis, i el 18 de gener de 1938 arribà a Bèlgica amb la protecció de l'abat de Sant Andreu de Zevenkerken a prop de Bruges. Fins al juliol de 1938 va estar-se al monestir de Sant Andreu amb altres monjos de montserrat: Eulogi Montserrat, Guiu Camps, Damas Camps i Ireneu Segarra. El setembre del mateix any es van traslladar al monestir de Maredsous. El 17 de gener del 1939, amb 23 anys, feu la professió solemne davant l'Abat de Montserrat Antoni Maria Marcet. Fou en aquesta ocasió quan demanà per primera vegada de poder seguir la vocació a la vida eremítica. El setembre del mateix any, acabada la guerra, retornà a Montserrat.
Dos anys després, el 10 d'agost del 1941, fou ordenat prevere, i durant vint anys impartí classes de patrística, d'història de l'església, de metodologia, de filosofia antiga i medieval i de crítica textual i històrica als joves monjos i estudiants. També impartí, als novicis del monestir, cursets sobre espiritualitat monàstica i sobre la regla de Sant Benet. Publicà alguns escrits sobre la verge Maria, la litúrgia i els sagraments. A més, aprofitant el seu talent per la pintura, va fer unes quantes estampes i cartells per anunciar la vetlla pasqual del 1941.

### Vida eremítica
L'1 de maig del 1961, amb 45 anys, obtingué el permís de l'Abat Aureli M. Escarré per iniciar la vida eremítica a l'ermita de la Santa Cova. Durant aquesta època, va ser nomenat consultor de la Comissió de Litúrgia del Concili Vaticà II. L'any 1965, després d'haver viscut quatre anys a la Santa Cova, es traslladà a l'ermita de la Santa Creu, una petita balma adaptada per a poder-hi viure.

### Viatges
La manca d'exercici produïda per les contínues visites que tenia a l'ermita van produir-li un reumatisme que va motivar el permís del Pare Abat Cassià Maria de deixar Montserrat per anar a l'Orient no-cristià, com antuvi havia demanat. El 14 de desembre de 1972, amb el permís de l'Abat Cassià M. Just, deixà el Monestir de Montserrat per anar a viure a Israel, acompanyat per Raimon Nubiola i per Guillermo.

#### Israel
L'any 1973 al poc temps de la seva arribada a Betlem, prop de la petita comunitat benedictina de Montserrat present a l'Institut ecumenic de Tantur, van aconseguir que el P. Estanislau pogués anar a viure Beit Sahur en una ermita del Camp dels Pastors prop de Betlem, en una cova que ell anomenà «La Cova del Cor de Llum» per la forma d'un forat al sostre.

#### Japó
El 17 de juny de 1974, Marcel Capellades es va trobar amb Estanislau a l'ermita del Camp dels Pastors per acompanyar-lo al Japó. L'1 de juliol va partir cap al Japó, tot fent una escala de tres setmanes a l'Índia i una curta estada a Rishikesh. El 19 de juliol fou acollit, junt amb la ermitana Miriam i Marcel, en una comunitat de base portada per un dominic a Takamori, a la provincia de Nagano. El 29 de Setembre feren arribada a l'illa de Nozaki (Nagasaki), al sud-oest del Japó, al poble abandonat de Funamori. Allà construíren amb materials de cases derruïdes les seves ermites. Durant la tardor de 1975 va arribar Francesc Pérez, antic novici de Montserrat, i va anar a viure a Nokubi, un poble prop de Funamori. Per la Pasqua del 1976 va arribar, també, el pare Manel Duarte d'Oliveira, un monjo ermità portuguès de Singeverga que també anà a viure a Nokubi. El 1978, a causa d'un tifó que va destruir les ermites, l'ermità i la germana Miriam es van traslladar a Fukusaki, a l'illa veïna, El 14 de juny de 1984 van anar a viure al poblet d'Oura, prop de Fukusaki. El setembre del 1986 es traslladaren a Nekodani, un entorn rural a la província d'Hiroshima. Durant aquests primers quatre anys al Japó, per diversos motius van quedar només amb ell, els ermitans pare Manel y germana Miriam. Dos anys més tard, Manel, després d'un any malalt va haver de retornar cap a Catalunya i més tard a Portugal, on va seguir fidelment la videa eremítica.

### Retorn i mort
El 1996, amb 81 anys, va ser operat de cataractes i degut a una caiguda va haver d'anar amb cadira de rodes. El 10 d'agost del 1997, l'abat de Montserrat Sebastià Bardolet va visitar-lo i li va proposar de tornar a Montserrat, però Estanislau s'hi negà amb aquestes paraules: «Jo vull morir i ser enterrat aquí, al País del Sol ixent». Tanmateix, a final de l'any 2002 va comunicar el seu desig de tornar a Montserrat a l'abat Josep Maria Soler. Així, el 21 de febrer del 2003 tornà amb avió a Montserrat on cinc setmanes després, el 29 de març del mateix any morir.

## Obres
- Llopart, Estanislau Maria. Los orígenes de la creencia y de la fiesta de la Asunción en España (en castellà).  Estudios Marianos, 1947.
- Llopart, Estanislau Maria. Maria Ecclesia, Regina et Mirabilis (en castellà).  Publicacions de l'Abadia de Montserrat, 1956. ISBN 9788472020207.
- Llopart, Estanislau Maria. Bernabé Dalmau (ed.). Home del desert, jo el sóc!.  Publicacions de l'Abadia de Montserrat, juny del 2003. ISBN 9788484155232.
- Llopart, Estanislau Maria. Pregàries: lloança, agraïment, confiança.  Comunitat de Jesús, 1975. ISBN 9788440094339.
- Les diverses obres manuscrites sense publicar encara son: El borrador d'un extens estudi sobre Eucaristia-Església, dels anys 60. Un Lexic de vocabulari religios hindú-budista en caràcters romans. Un comentari evangèlic sobre la Eucaristia. Un Recull y comentari sobre els "manaments" de Jesús en els Evangelis. Y un extens comentari sobre els Pares del desert.